# Lažánky (okres Brno-venkov)
Lažánky jsou obec v okrese Brno-venkov v Jihomoravském kraji. Leží v Křižanovské vrchovině, zhruba 25 km severozápadně od Brna, na okraji přírodního parku Údolí Bílého potoka. Lažánky sousedí na západě s Maršovem, na východě s Veverskou Bítýškou a na jihu s Javůrkem. Na severu se rozkládají lesy v údolí řeky Svratky. Žije zde 878 obyvatel.
Obec Lažánky se skládá ze dvou místních částí, vlastních Lažánek (na katastrálním území Lažánky u Veverské Bítýšky) a vesnice Holasice (na katastrálním území Holasice u Veverské Bítýšky).

## Historie
První dochovaná zmínka o Lažánkách se nalézá v listině z roku 1236, v níž moravský markrabě Přemysl daroval purkrabímu Ctiborovi z Veveří všechny důchody a užitky dědiny Lažánek. Podle J. Šebánka jde však o padělek z 19. století. Holasice jsou prvně zmíněny roku 1380. Lažánky patřily k deblínskému panství, od roku 1470 pak Brnu.
V letech 2006–2010 působil jako starosta František Zetka, od roku 2010 tuto funkci vykonává Ing. Lubomír Katolický.

## Znak
Návrh obecního znaku, který zpracoval Zdeněk Mičík, vychází z místní tradice pálení a prodeje vápna, polohy v oblasti smíšených lesů a obecní pečeti, na níž byl strom mezi dvěma keři. Heraldická komise projednala znak v roce 1993 a 1. února rozhodnutím předsedy Poslanecké sněmovny došlo k udělení znaku.

### Popis znaku
Ve stříbrném štítě stojí na zeleném pahorku cihlová vápenná pec s kamennou podstavou mezi jehličnatým a listnatým stromem v přirozených barvách.

## Obyvatelstvo
| Rok            | 1869 | 1880 | 1890 | 1900 | 1910 | 1921 | 1930 | 1950 | 1961 | 1970 | 1980 | 1991 | 2001 | 2011 | 2021 |
| -------------- | ---- | ---- | ---- | ---- | ---- | ---- | ---- | ---- | ---- | ---- | ---- | ---- | ---- | ---- | ---- |
| Počet obyvatel | 729  | 853  | 849  | 866  | 916  | 916  | 833  | 793  | 813  | 741  | 686  | 621  | 634  | 697  | 711  |
| Počet domů     | 101  | 108  | 117  | 123  | 137  | 145  | 166  | 191  | 190  | 186  | 183  | 206  | 208  | 232  | 240  |

Vývoj počtu obyvatel obce Lažánky
| Rok            | 1869 | 1880 | 1890 | 1900 | 1910 | 1921 | 1930 | 1950 | 1961 | 1970 | 1980 | 1991 | 2001 | 2011 | 2021 |
| -------------- | ---- | ---- | ---- | ---- | ---- | ---- | ---- | ---- | ---- | ---- | ---- | ---- | ---- | ---- | ---- |
| Počet obyvatel | 671  | 792  | 775  | 793  | 841  | 838  | 779  | 735  | 759  | 684  | 641  | 598  | 603  | 660  | 659  |
| Počet domů     | 93   | 100  | 107  | 113  | 127  | 134  | 155  | 164  | —    | 174  | 172  | 193  | 195  | 217  | 221  |

Vývoj počtu obyvatel části obce Lažánky

## Pamětihodnosti
- Kostel Nejsvětější Trojice
- Boží muka
- Památný strom jeřáb břek u staré vápenky
- Vápenné pece

## Galerie

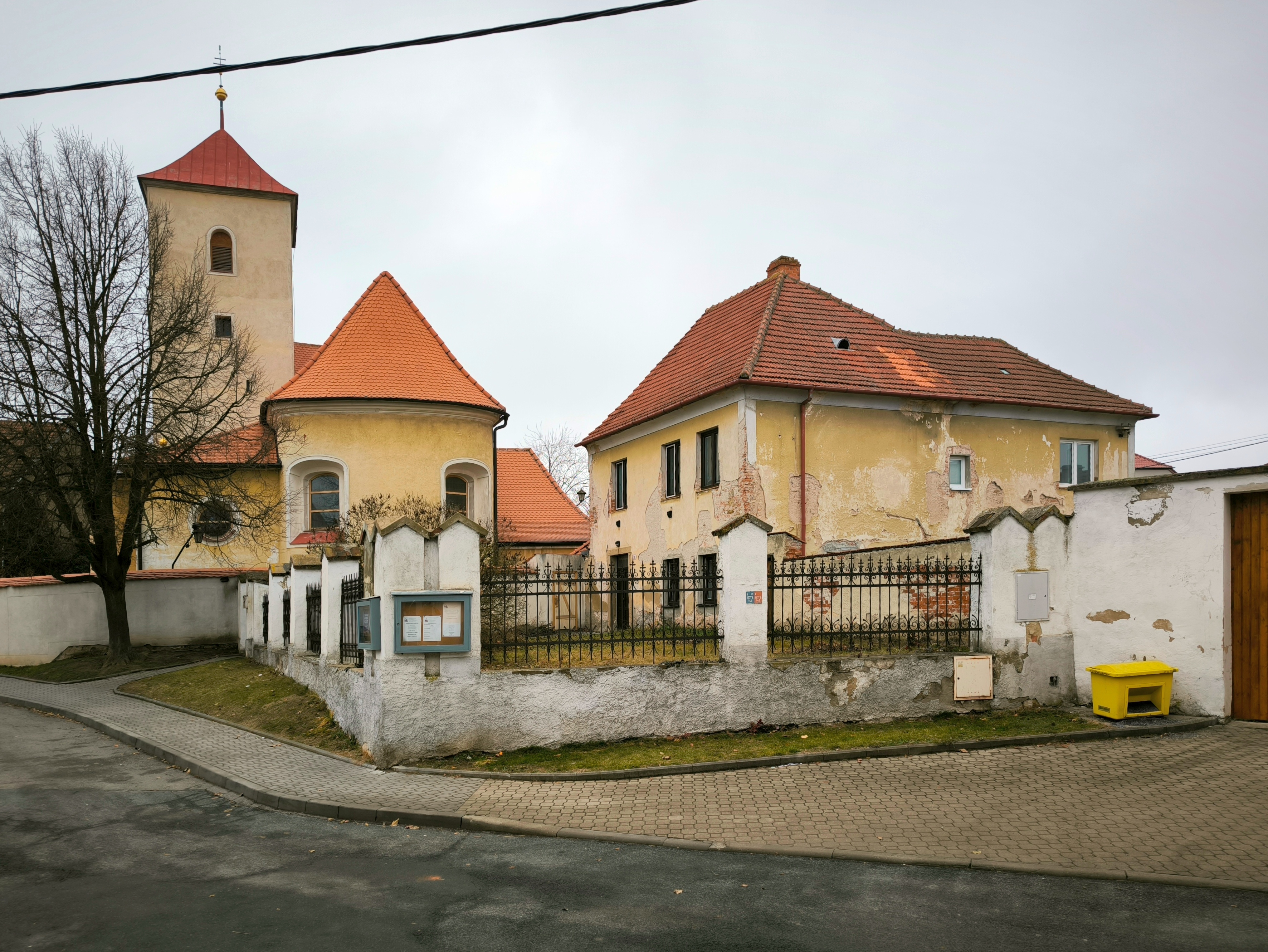
kostel Nejsvětější Trojice a fara
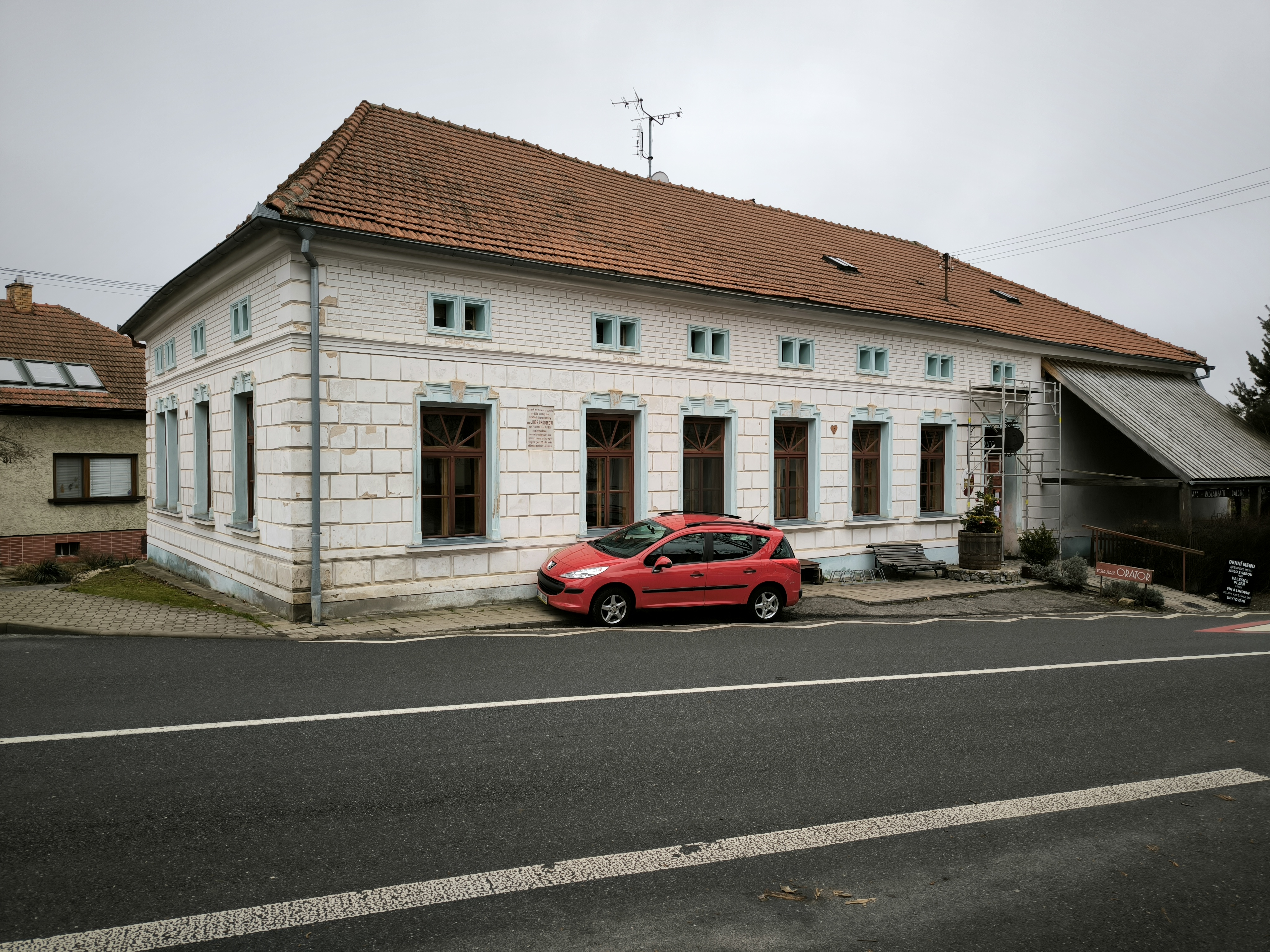
restaurace Orator
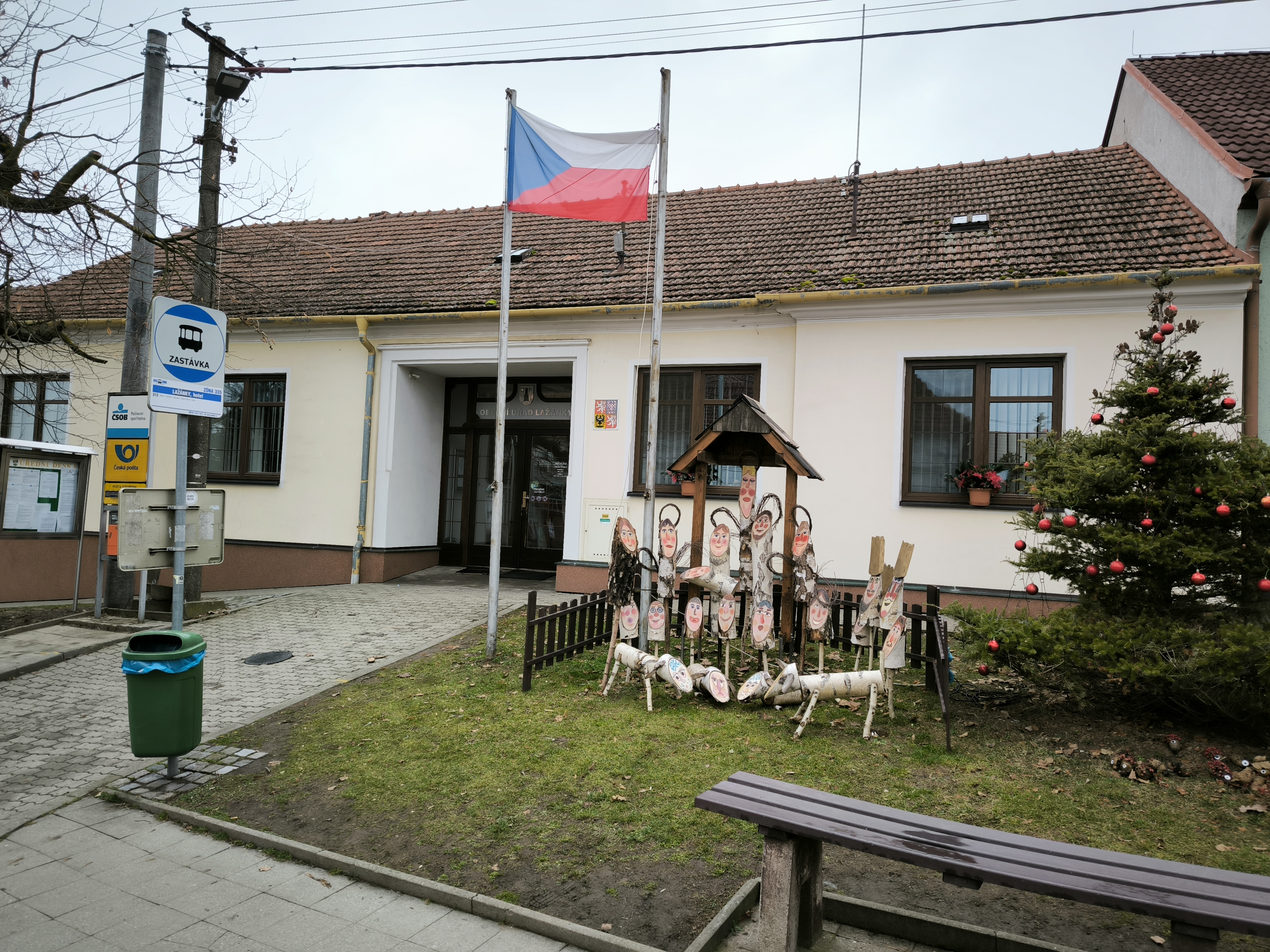
obecní úřad
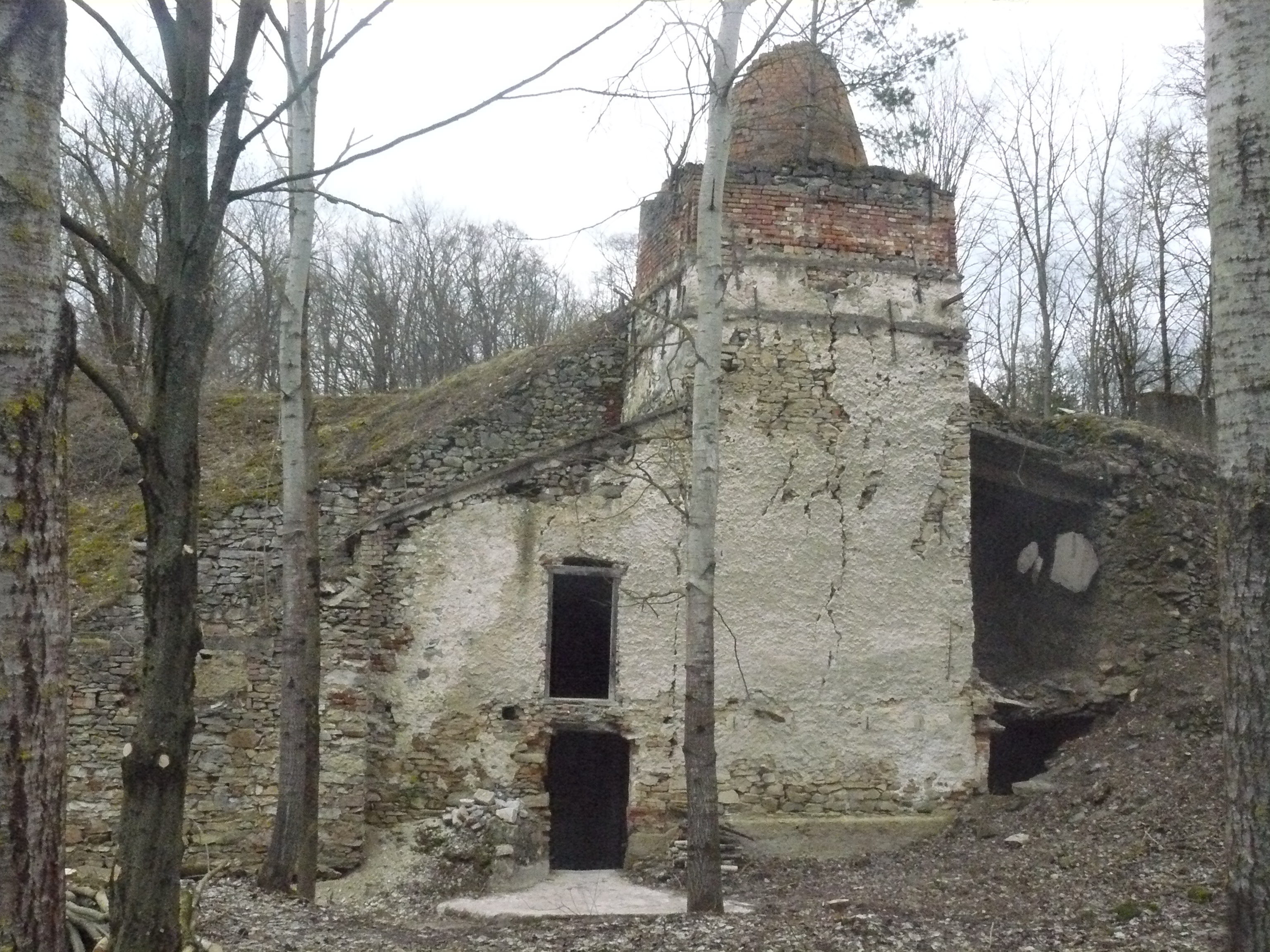
Stará vápenná pec v Chrástkách
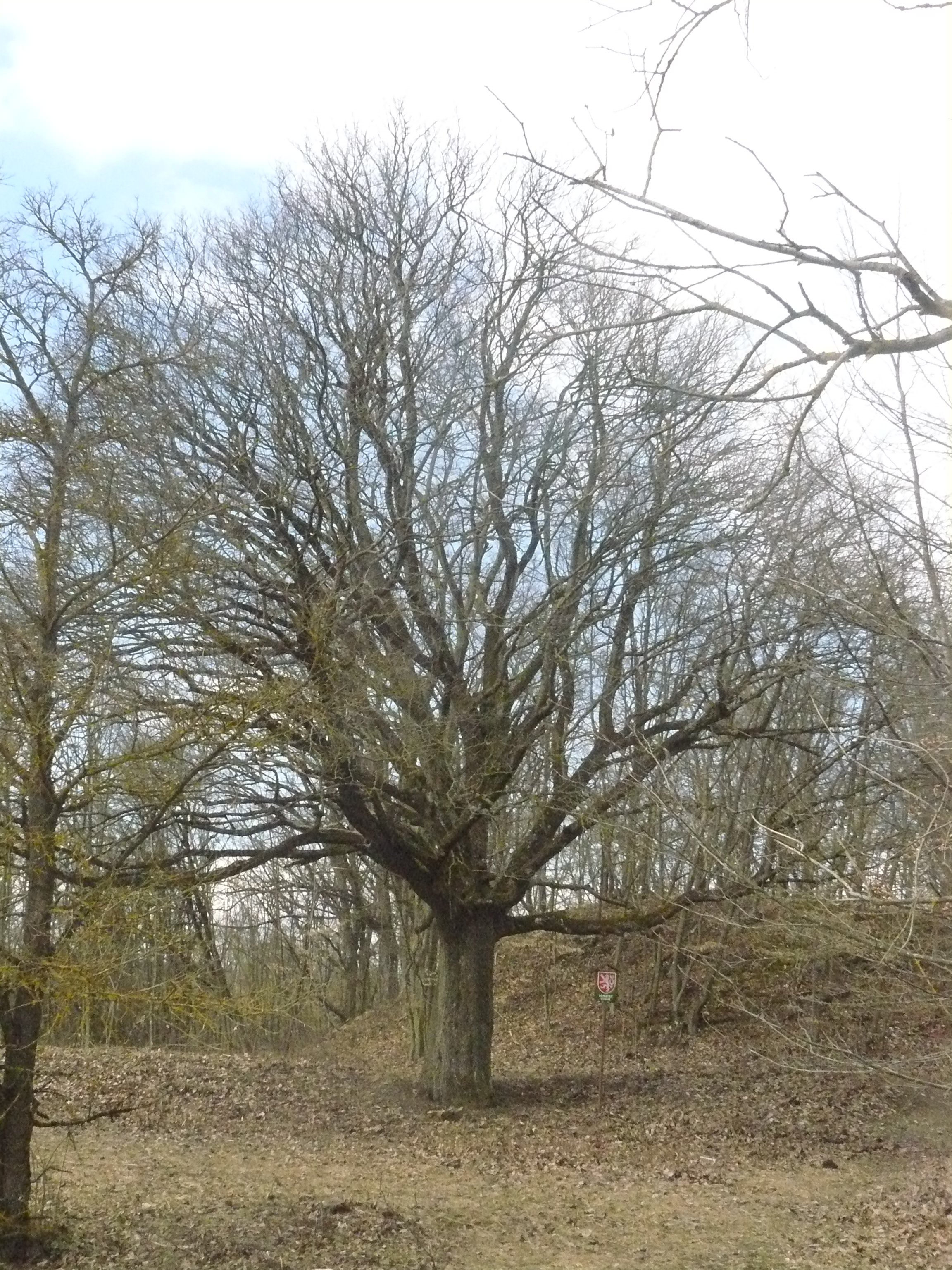
Památný jeřáb břek